# Vajat à Šid
Le vajat à Šid (en serbe cyrillique : Вајат у Шиду ; en serbe latin : Vajat u Šidu) se trouve à Šid, dans la province de Voïvodine, en Serbie. Il est inscrit sur la liste des monuments culturels de grande importance de la république de Serbie (identifiant no SK 1361).

## Présentation
Dans les grandes fermes, des locaux privés supplémentaires étaient construits pour les membres mariés de la famille ; constitués d'un espace unique, ils étaient surnommés « bâtiment des femmes » (en serbe : ženska zgrada) ou, plus communément, « vajat » ; l'une des caractéristiques de ces vajats est qu'un feu y était toujours allumé. Le vajat de Šid a été construit dans la seconde moitié du XIXe siècle ; il est situé derrière la maison principale et l'ambar (grange).
Cet édifice en bois possède un porche et un toit recouvert de tuiles. La clôture et les piliers du porche sont sculptés. Le vajat est formé de deux pièces, ce qui constitue une disposition rare et marque la dernière étape de ce type de constructions qui pourront réunir jusqu'à trois pièces sous le même toit.